# اکبر خواجویی
اکبر خواجویی (زادهٔ ۲۴ مرداد ۱۳۲۶ در اصفهان – درگذشتهٔ ۳۱ مرداد ۱۳۹۳ در تهران) کارگردان و فیلم‌نامه‌نویس و تهیه‌کننده سینما و تلویزیون اهل ایران بود.

## زندگی‌نامه
اکبر خواجویی در سال ۱۳۲۶ در اصفهان زاده شد و در دهه ۱۳۴۰ به عنوان بازیگر پا به عرصه سینما و تلویزیون گذاشت. او پیش و پس از انقلاب ۱۳۵۷ ایران چند سریال را برای تلویزیون ایران کارگردانی کرد. او مؤسس و بنیانگذار مؤسسه سینمای جوان در اصفهان بود.
سریال «پدرسالار» یکی از پرمخاطب‌ترین آثار اکبر خواجویی بود. این سریال در دهه ۷۰ از شبکه دوم تلویزیون ایران پخش می‌شد و داستان یک پدر سنتی و مواجهه‌های او با فرزندانش را روایت می‌کرد.

## درگذشت
اکبر خواجویی از یک هفته پیش از درگذشتش در بیمارستان بستری بود. او در سال‌های پایانی عمرش مشکلات جسمی جدی داشت. وی به دنبال بیماری قلبی در ۳۱ مرداد ۱۳۹۳ در تهران درگذشت. مراسم تشییع پیکر وی از مقابل خانه سینمای ایران انجام شد و بنا به وصیت خودش، روز دوشنبه ۳ شهریور ۱۳۹۳ از مقابل صدا و سیمای مرکز اصفهان تشییع و در قطعه هنرمندان باغ رضوان اصفهان به خاک سپرده شد.

## آثار

### کارگردان

#### سینما
- محیا (۱۳۸۶)
- سیرک بزرگ (۱۳۷۰)
- خانه ابری (۱۳۶۵)

#### تلویزیون
- آقای مطالعه (۱۳۵۲)
- عکاس‌باشی (۱۳۵۶)
- هشت‌بهشت (۱۳۶۷)
- با سلسله حکمت (۱۳۶۸–۱۳۶۶)
- پدرسالار (۱۳۷۲)
- دبیرستان خضراء (۱۳۷۵)
- کهنه‌سوار (۱۳۷۶)
- برگبار (۱۳۸۰)
- رسم شیدایی (۱۳۸۳)
- پس از سال‌ها (۱۳۸۷)
- پیک راستان (۱۳۹۰)
- فیلم تلویزیونی «ساعت صفر» (۱۳۹۲)[۳]

### تهیه‌کننده
- محیا (۱۳۸۶)
- سیرک بزرگ (۱۳۷۰)

### نویسنده
- محیا (۱۳۸۶)
- سیرک بزرگ (۱۳۷۰)
- آخرین مهلت (۱۳۶۸)
- خانه ابری (۱۳۶۵)

### هنرپیشه
- شهر بزرگ (۱۳۴۴)
- همه سر حریف (۱۳۴۴)[۱]